# Contea di Bladen
La contea di Bladen, in inglese Bladen County, è una contea dello Stato della Carolina del Nord, negli Stati Uniti. La popolazione al censimento del 2000 era di 32 278 abitanti. Il capoluogo di contea è Elizabethtown.

## Storia
La contea di Bladen fu costituita nel 1734.